# Atymna helena
Atymna helena är en insektsart som beskrevs av Robert E. Woodruff. Atymna helena ingår i släktet Atymna och familjen hornstritar. Inga underarter finns listade i Catalogue of Life.